# Campus 3 de Caen
Le Campus 3 de Caen est l'un des campus de l'agglomération caennaise. Il regroupe des formations techniques. On y trouve 500 étudiants en 2024–2025.
On y trouve le terminus de la ligne T1 du tramway de Caen.
Ce campus comprend les diplômes suivants:
- L'Université de Caen Normandie
  - l'IUT Grand Ouest Normandie
    - BUT Information-communication 02.31.52.55.01
      - option communication des organisations
      - option publicité

    - BUT Informatique 02.31.52.55.21
    - BUT Réseaux et télécommunications 02.31.52.55.30
- Un restaurant universitaire du CROUS

Sur ce campus, est organisé des expositions d'art sous le nom d'Art(Ifs)Acts.